# Albert Emil Nüscke
Albert Emil Nüscke (ur. 6 października 1817 w Szczecinie, zm. 24 września 1891 w Grabowie) – niemiecki mistrz budowy statków, potomek starego rodu Nüscke, od połowy XVII wieku zawodowo związanego z tym rzemiosłem, w drugiej połowie XIX w. właściciel stoczni w Grabowie (należącej później do Nüscke & Co. AG).

## Przodkowie Alberta Emila Nüscke oraz tło historyczne
3 marca 1650 roku prawa obywatelskie miasta Szczecina otrzymał Hans Nüscke, cieśla z Nowego Warpna (niem. Neuwarp), leżącego wówczas na terenie księstwa pomorskiego (dynastia Gryfitów). W Grabowie i okolicach osiedlili się też inni członkowie rodziny Nüscke, którzy przyjechali z dzisiejszych miejscowości Nowe Warpno, Wołogoszcz, Stepnica, Wolin, Police, Międzyrzecz. Krewni byli również cieślami stoczniowymi,  rybakami i kapitanami statków, m.in. rybak Martin (1675), rybak Gottfried (ur. 1700), rybak Martin (1715), mistrz-cieśla okrętowy Martin (1722), kapitan statków i pilotów Samuel (ok.1755–ok.1830). Mistrzami ciesielstwa okrętowego byli też kontynuatorzy tradycji rodziny Nüscke, noszący imię Michael: Michael I (1721–1787) i Michael II (1750–1826). Następcami Michaela II byli bracia Michael III Nüscke (1778–1855, kapitan statków i pilotów, ojciec Alberta Emila) i Johann Christian Nüscke (1780–1857, mistrz-cieśla okrętowy).

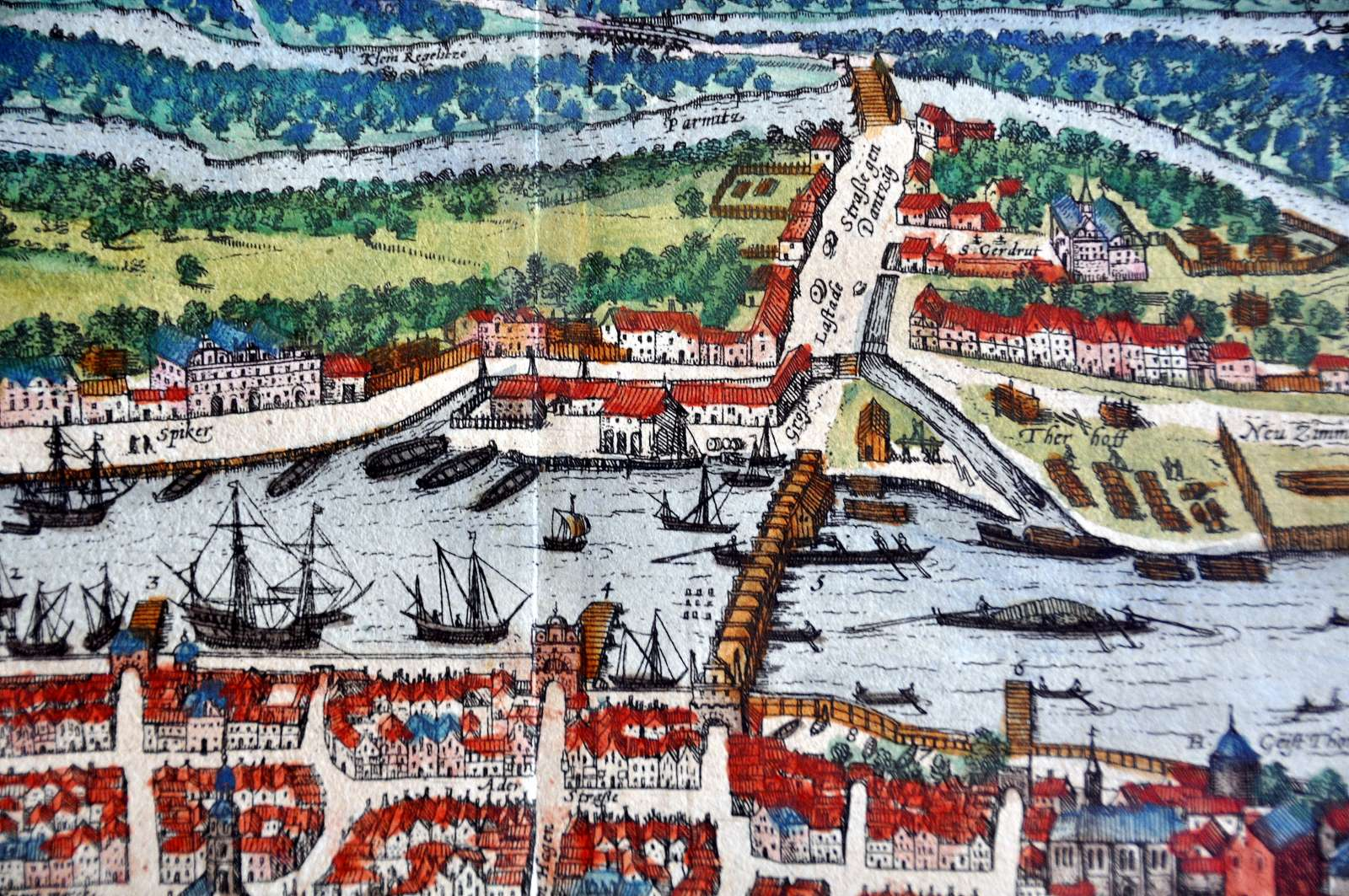
Łasztownia w XVI w.

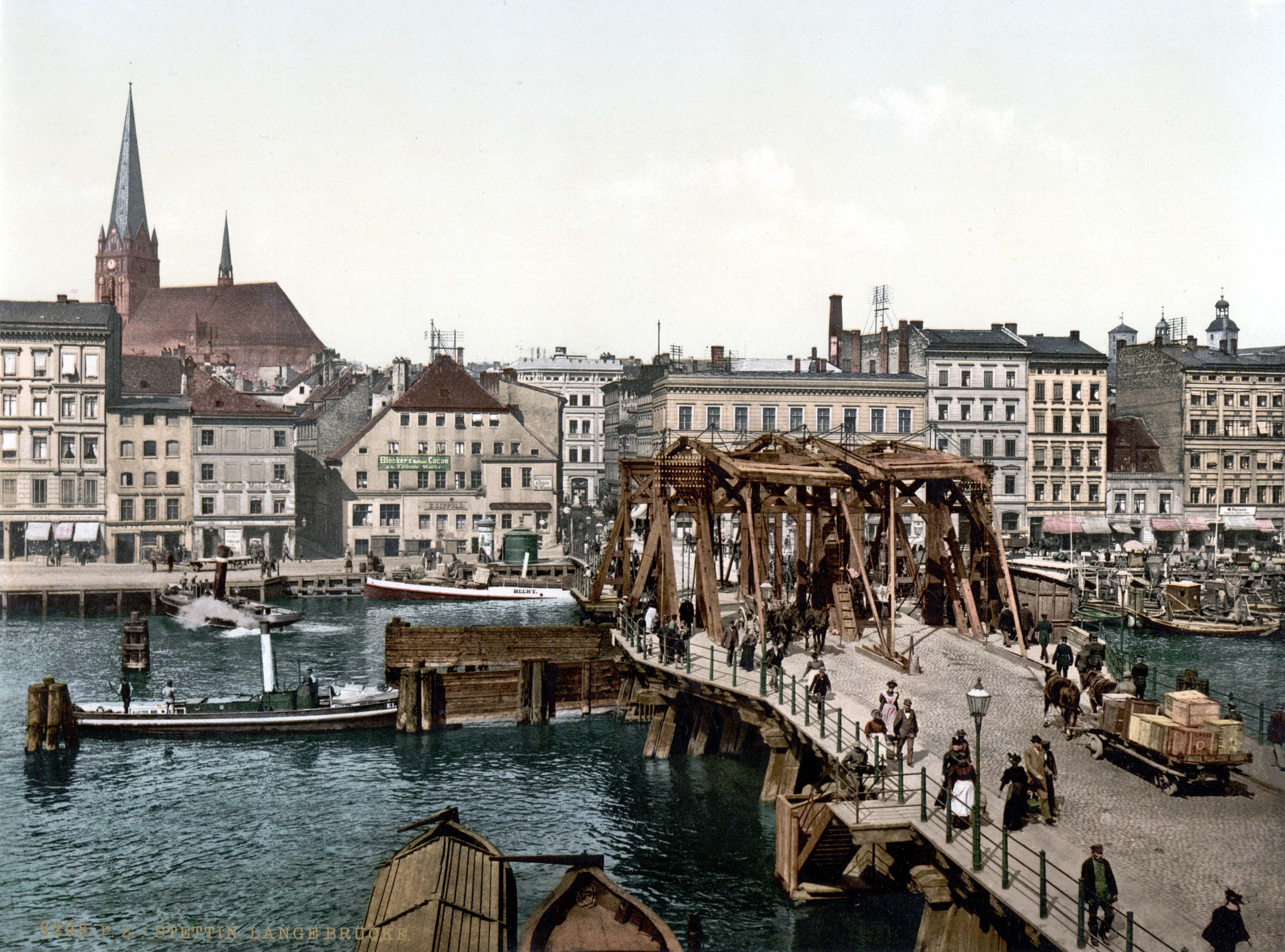
Most Długi (1890–1900) – widok z Łasztowni

Gdy w 1722 roku cieśla Martin Nüscke przybył z Wolina do Szczecina, znajdował się on od roku w granicach Prus. Martin Nüscke dołączył do cechu budowniczych łodzi na Łasztowni, odrzańskiej wyspie, połączonej z miastem – niegdyś stolicą księstwa pomorskiego – drewnianym mostem z przepustami dla statków.
W XVIII w. członkowie rodziny Nüscke byli już znani z budowy statków. Początkowo prowadzili działalność systemem rzemieślniczym, w małej stoczni, położonej niedaleko Mostu Kłodnego. Produkowali jednostki o pojemności 1–150 łasztów. W następnych latach zatrudniono mistrzów z Holandii i zaczęto budować trójmasztowce z nowym takielunkiem. Od 1765 roku budowano fregaty handlowe. Statki były sprzedawane do Francji i Holandii. 
Znaczną rolę w działalności rodziny Nüscke odgrywał Michael Nüscke I (1721–1787) – starszy Cechu Cieśli Okrętowych, który w 1782 zbudował 45 statków. W 1797 roku został zwodowany „Der Gott Mars” – jednostka uznana za szczyt ówczesnej techniki (136 stóp długości, 35 stóp szerokości, ładowność 400 łasztów, 30 otworów armatnich). 
Michael Nüscke I zmarł 22 czerwca 1787 roku. Rosnące zapotrzebowanie na statki skłoniło jego następców do rozbudowy firmy. W roku 1815 rozpoczęto działalność w Grabowie oraz w Górnym Wiku.

## Albert Emil Nüscke
Po śmierci Michaela Nüscke I stocznię przejął jego syn, Michael Nüscke II (1750–1826), który został również mistrzem w cesielstwie okrętowym. Miał dwóch synów, którzy zostali:
- starszy, Michael Nüscke III (1778–1855) – kapitanem statku i pilotów,
- młodszy, Johann Christian Nüscke (1780–1840) – mistrzem ciesielstwa okrętowego, który uruchomił stocznię w Górnym Wiku[1][e], a w stoczni w Grabowie (zajmującej już wówczas powierzchnię 50 arów) rozpoczął w 1815 roku budowę szkunerów; od 1814 roku był członkiem Komisji Kontrolnej Budowniczych Statków.

Albert Emil Nüscke, urodzony 9 października 1817 w Szczecinie, był synem Michaela Nüscke III. Uczył się budowy statków od stryja, Johanna Christiana, a następnie w Anglii, gdzie stocznie istniały od początku XV wieku (zob. np. Newcastle upon Tyne, Kingston upon Hull, Chatham). Do Prus wrócił w roku 1840 i w wieku 23 lat rozpoczął pracę jako mistrz. 
W roku 1845 (rok śmierci stryja) został właścicielem stoczni w Grabowie, gdzie w tymże roku ukończył rozpoczętą budowę pięciu małych jednostek.  
W 1848 roku uzyskał zamówienie pruskiej marynarki wojennej na budowę serii kanonierek. Znaczenie stoczni rosło; najszybszy rozwój miał miejsce w latach 50. i na początku lat 60. XIX w. Od roku 1850 jednostki w niej wodowane stanowiły ok. 30% wszystkich wodowanych w Szczecinie i Grabowie. Budowano rocznie ok. 20 statków o konstrukcji drewnianej i przeciętnej nośności 70 ton. 
W latach 1848–1891 wybudowano np.:
- wojenne kanonierki „Germania”, „Concordia”, „Salamander”, „Schwalbe” i in. (zamówienia admiralicji z roku 1848)
- fregatę „Ferdinand Nies” (1856)
- bark „Der Ost” (1857)
- frachtowiec „Margarethe” (1891)

Albert Emil Nüscke nie ograniczał się do pracy w firmie, w której pełnił funkcję dyrektora. Był również:
- członkiem Rady Miejskiej Grabowa (1863)
- członkiem zarządu Miejskiej Komisji Szkolnej (1864)
- rzeczoznawcą przy Sądzie Handlowo-Morskim w Szczecinie (1867)

Zmarł w Szczecinie 24 września 1891 roku. Jego następcą został syn, Johan Michael Friedrich Nüscke, który przejął stocznię w roku 1890. W lipcu tegoż roku zawarł układ z O.C. Prussem o utworzeniu spółki handlowej Nüscke & Co. Schiffswerft, Kesselschmiede und Maschinenbauanstalt (Nüscke i Spółka. Stocznie Budowy Statków, Kotłów i Maszyn Parowych S.A.).

## Zatarte ślady

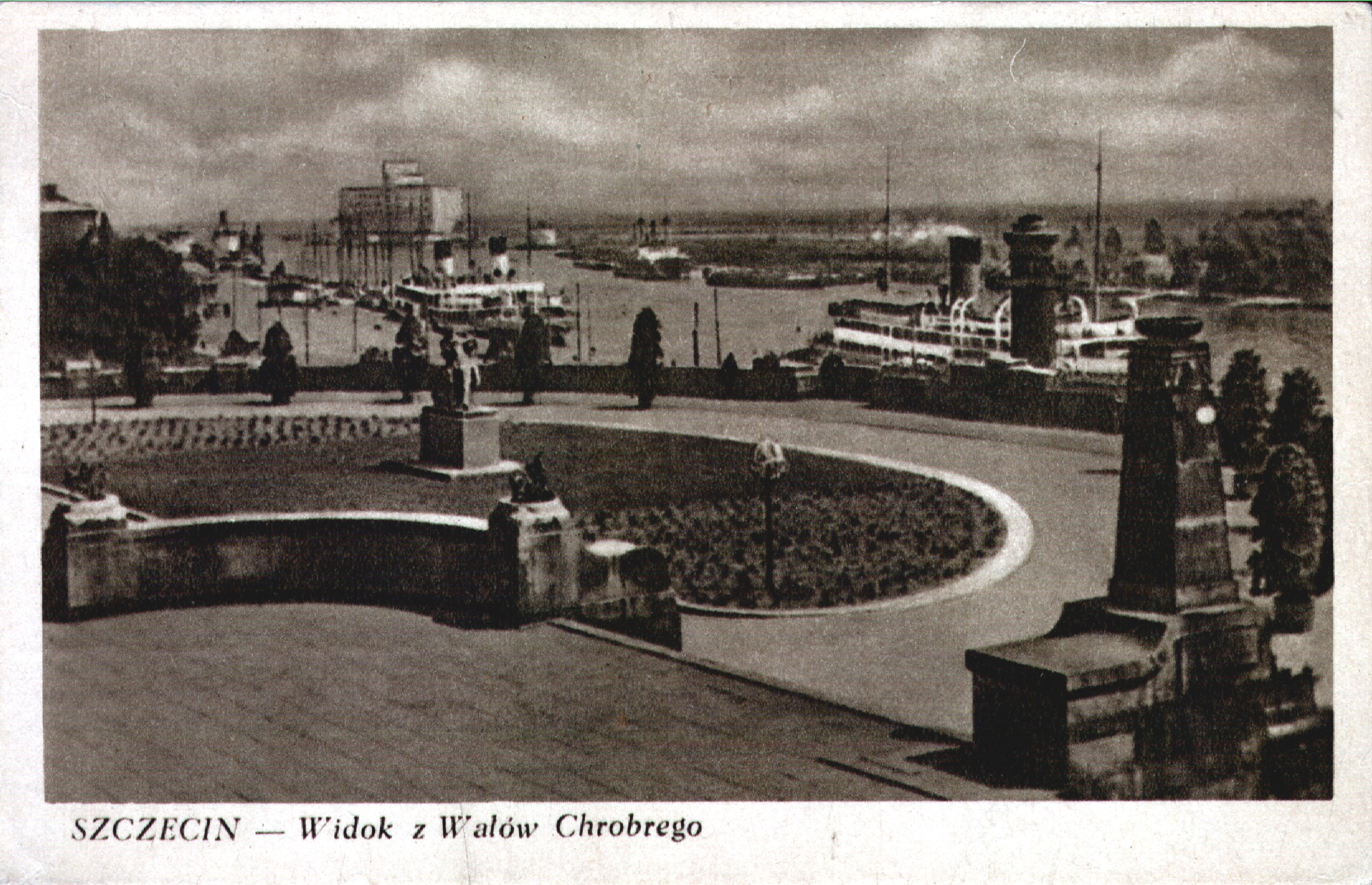
Widok z Hakenterrasse na Odrę zachodnią i Łasztownię (przełom XIX/XX w.)

We współczesnym Szczecinie ślady działalności Alberta Emila Nüscke i jego rodziny są niemal niezauważalne. W wyniku bombardowań Szczecina w końcu II wojny światowej zostały zniszczone stocznie szczecińskie (zob. stocznie przed zakończeniem wojny) oraz zabudowania Łasztowni, Grabowa, Górnego Wiku i innych dzielnic (Śródmieście, Stare Miasto i in.). Ocenia się, że łącznie zniszczono około 80% portu, 93% przemysłu metalowego (głównie stocznie), 80% urządzeń energetycznych, 90% przemysłu chemicznego, 67% mieszkań.
Nadające się do wykorzystania elementy wyposażenia stoczni i innych szczecińskich zakładów przemysłowych były wywożone przez Rosjan. Trosce o świadectwa historii rozwoju techniki w Szczecinie nie sprzyjał też niechętny emocjonalny stosunek powojennych mieszkańców Szczecina do tych zabytków; usprawiedliwia to tęsknota za utraconymi w wyniku wojny stronami rodzinnymi, podobna do żalu z powodu konieczności wyjazdu z Grabowa jego dawnych mieszkańców (długo żywili nadzieję, że miasto zostanie po stronie niemieckiej). W tym świetle obiecujący jest fakt, że na wyspie Łasztownia działa Stara Rzeźnia – Centrum Kultury Euroregionu. Odbywają się tam imprezy kulturalne, w których uczestniczy również młodzież niemiecka. Rzadko podkreśla się, że miejska rzeźnia (obecnie obiekt zabytkowy) została wybudowana w latach 1886–1898 na terenie wcześniejszej cieślarni miejskiej oraz składów drewna i smoły dla cieśli okrętowych.

Liczne zakłady przemysłowe powojennego Szczecina powstały na ruinach zakładów przedwojennych. Grabowo, Drzetowo, Golęcin – części miasta, związane z historią powojennego przemysłu stoczniowego. Grabowo jest rzadko wspominane jako miejsce, w którym książęta pomorscy więzili Sydonię von Borck, a po wielu latach Albert Emil Nüscke budował statki.